# Pedro Muñoz (piłkarz)
Pedro Muñoz de la Torre (ur. 19 października 1966 w Torreón) – meksykański piłkarz występujący na pozycji środkowego obrońcy, w późniejszym czasie trener.

## Kariera klubowa
Muñoz pochodzi z miasta Torreón i jest wychowankiem tamtejszego zespołu Club Santos Laguna. Do seniorskiej drużyny, występującej wówczas w drugiej lidze, został włączony jako dwudziestolatek i już w swoim premierowym sezonie, 1987/1988, awansował ze swoją ekipą do najwyższej klasy rozgrywkowej. W meksykańskiej Primera División zadebiutował za kadencji szkoleniowca Carlosa Ortiza, 4 czerwca 1989 w zremisowanym 0:0 meczu z Necaxą, jednak na boiskach pojawiał się sporadycznie i po kilku miesiącach udał się na roczne wypożyczenie do drugoligowego Atlético Tecomán. Po powrocie do Santos Laguny od razu wywalczył sobie pewne miejsce w wyjściowej jedenastce i 3 maja 1992 w wygranym 3:1 meczu z Morelią strzelił pierwszą bramkę w lidze. W sezonie 1993/1994 osiągnął ze swoim zespołem wicemistrzostwo kraju, za to podczas jesiennych rozgrywek Invierno 1996 zdobył pierwszy w historii klubu tytuł mistrza Meksyku. Pierwszy z wymienionych sukcesów powtórzył jeszcze kilka lat później, w fazie Verano 2000, jednak już w roli rezerwowego. Ogółe barwy swojej macierzystej ekipy reprezentował przez dwanaście lat, rozgrywając 241 meczów w lidze, co jest czwartym wynikiem w historii klubu.
Latem 2001, po pół roku bezrobocia, Muñoz podpisał umowę z drugoligowym Querétaro FC, gdzie spędził kolejne sześć miesięcy, po czym odszedł do innego klubu występującego w tej samej klasie rozgrywkowej, Tampico Madero FC. Tam także występował przez pół roku, a następnie zasilił także drugoligowy CD Irapuato, z którym już w pierwszym sezonie, Invierno 2002, triumfował w rozgrywkach Primera División A, co na koniec rozgrywek 2002/2003 zaowocowało awansem klubu do pierwszej ligi. Tam był jednym z najbardziej doświadczonych graczy w zespole, lecz pełnił wyłącznie rolę głębokiego rezerwowego, a po sezonie 2003/2004 spadł z Irapuato z powrotem na zaplecze najwyższej klasy rozgrywkowej. Profesjonalną karierę piłkarską zdecydował się zakończyć w wieku 38 lat.

## Kariera trenerska
Po zakończeniu kariery piłkarskiej Muñoz rozpoczął pracę jako trener, początkowo znajdując zatrudnienie w swoim macierzystym Club Santos Laguna. Tam przez kilka lat pełnił rolę szkoleniowca czwartoligowych i drugoligowych rezerw, a także drużyny do lat 17. W 2010 roku podpisał umowę z drugoligowym Club León, gdzie także pracował z rezerwami, grającymi w trzeciej lidze meksykańskiej, jak również z ekipą do lat 15. W sierpniu 2010 poprowadził ponadto tymczasowo drużynę seniorów w jednym meczu, a na stałe trenerem pierwszego zespołu został we wrześniu 2011. Prowadził go do końca roku, osiągając dobre wyniki i doprowadzając klub do półfinału fazy play-off, jednak mimo to został zastąpiony przez Gustavo Matosasa. Pozostał jednak w drużynie i po awansie Leónu do pierwszej ligi, po sezonie 2011/2012, rozpoczął pracę w akademii juniorskiej klubu, początkowo pracując z trzecioligowymi rezerwami, a następnie z drużynami do lat dwudziestu i siedemnastu.